# Антофилоаја (Прахова)
Антофилоаја (рум. Antofiloaia) насеље је у Румунији у округу Прахова у општини Рафов. Oпштина се налази на надморској висини од 96 m.

## Становништво
Према подацима из 2002. године у насељу је живело 90 становника, од којих су сви румунске националности.